# 白云街道 (商丘市)
白云街道，是中华人民共和国河南省商丘市梁园区下辖的一个乡镇级行政单位。

## 行政区划
白云街道下辖以下地区：
前程社区、绿苑社区、清江社区、大陈社区、银苑社区、滨河社区、广源社区、黄楼村和宋木林村。